# Джонггат
Джонгга́т (індонез. Jonggat) — один з 12 районів округу Центральний Ломбок провінції Західна Південно-Східна Нуса у складі Індонезії. Розташований у заході частині. Адміністративний центр — селище Пуюнг.
Населення — 90585 осіб (2012; 63285 в 2011, 62736 в 2010, 64637 в 2009, 63773 в 2008).

## Адміністративний поділ
До складу району входять 3 селища та 10 сіл:
| Населений пункт   | Населення, осіб (2010) | Населення, осіб (2012) |
| ----------------- | ---------------------- | ---------------------- |
| Бареджулат, село  | 6344                   | 6430                   |
| Батутуліс, село   | 2693                   | 2730                   |
| Бонджерук, село   | 8548                   | 8665                   |
| Бункате, село     | 2824                   | 2863                   |
| Гемел, село       | 3813                   | 3865                   |
| Джелантік, селище | 8730                   | 8850                   |
| Лабулья, село     | 9517                   | 9648                   |
| Ньєрот, село      | 4410                   | 4470                   |
| Пенгенджек, село  | 9879                   | 10014                  |
| Періна, село      | 3021                   | 3062                   |
| Пуюнг, селище     | 11009                  | 11159                  |
| Сукарара, селище  | 8645                   | 8764                   |
| Убунг, село       | 9929                   | 10065                  |